# Clusiodes nitidus
Clusiodes nitidus är en tvåvingeart som beskrevs av Axel Leonard Melander och Argo 1924. Clusiodes nitidus ingår i släktet Clusiodes och familjen träflugor. Inga underarter finns listade i Catalogue of Life.